# Kristin Kreuk
Kristin Laura Kreuk (Vancouver, 30. prosinca 1982.), kanadska glumica.
Završila je školu "Eric Hamber High School". Euro-azijskih je korijena. Otac je iz Nizozemske, majka iz Kine.
Kristin u seriji Smallville igra prelijepu Lanu Lang, koja "privlači pažnju" Clarka Kenta (Supermana). 

## Filmske i tv uloge
| Godina | Ime filma/serije   | Uloga        | Napomene            |
| 2007.  | Partition          | Naseem Khan  | Post-produkcija     |
| 2004.  | Legend of Earthsea | Tenar        | Miniserija          |
| 2004.  | Eurotrip           | Fiona        | Cameo pojavljivanje |
| 2001.  | Snow White         | Snow White   | TV film             |
| 2001.  | Smallville         | Lana Lang    | TV serija           |
| 2000.  | Edgemont           | Laurel Yeung | TV serija           |